# Sebastes
Sebastes är ett släkte av fiskar som beskrevs av Cuvier 1829. Sebastes ingår i familjen kungsfiskar.

## Dottertaxa tillSebastes, i alfabetisk ordning[1][2]
- Sebastes aleutianus
- Sebastes alutus
- Sebastes atrovirens
- Sebastes auriculatus
- Sebastes aurora
- Sebastes babcocki
- Sebastes baramenuke
- Sebastes borealis
- Sebastes brevispinis
- Sebastes capensis
- Sebastes carnatus
- Sebastes caurinus
- Sebastes chlorostictus
- Sebastes chrysomelas
- Sebastes ciliatus
- Sebastes constellatus
- Sebastes cortezi
- Sebastes crameri
- Sebastes dallii
- Sebastes diploproa
- Sebastes elongatus
- Sebastes emphaeus
- Sebastes ensifer
- Sebastes entomelas
- Sebastes eos
- Sebastes exsul
- Sebastes fasciatus
- Sebastes flammeus
- Sebastes flavidus
- Sebastes gilli
- Sebastes glaucus
- Sebastes goodei
- Sebastes helvomaculatus
- Sebastes hopkinsi
- Sebastes hubbsi
- Sebastes ijimae
- Sebastes inermis
- Sebastes iracundus
- Sebastes itinus
- Sebastes jordani
- Sebastes joyneri
- Sebastes kawaradae
- Sebastes kiyomatsui
- Sebastes koreanus
- Sebastes lentiginosus
- Sebastes levis
- Sebastes longispinis
- Sebastes macdonaldi
- Sebastes maliger
- Sebastes marinus
- Sebastes matsubarai
- Sebastes melanops
- Sebastes melanosema
- Sebastes melanostomus
- Sebastes mentella
- Sebastes miniatus
- Sebastes minor
- Sebastes moseri
- Sebastes mystinus
- Sebastes nebulosus
- Sebastes nigrocinctus
- Sebastes nivosus
- Sebastes norvegicus
- Sebastes notius
- Sebastes oblongus
- Sebastes oculatus
- Sebastes ovalis
- Sebastes owstoni
- Sebastes pachycephalus
- Sebastes paucispinis
- Sebastes peduncularis
- Sebastes phillipsi
- Sebastes pinniger
- Sebastes polyspinis
- Sebastes proriger
- Sebastes rastrelliger
- Sebastes reedi
- Sebastes rosaceus
- Sebastes rosenblatti
- Sebastes ruberrimus
- Sebastes rubrivinctus
- Sebastes rufinanus
- Sebastes rufus
- Sebastes saxicola
- Sebastes schlegelii
- Sebastes scythropus
- Sebastes semicinctus
- Sebastes serranoides
- Sebastes serriceps
- Sebastes simulator
- Sebastes sinensis
- Sebastes spinorbis
- Sebastes steindachneri
- Sebastes swifti
- Sebastes taczanowskii
- Sebastes thompsoni
- Sebastes trivittatus
- Sebastes umbrosus
- Sebastes wakiyai
- Sebastes variabilis
- Sebastes variegatus
- Sebastes varispinis
- Sebastes ventricosus
- Sebastes wilsoni
- Sebastes viviparus
- Sebastes vulpes
- Sebastes zacentrus
- Sebastes zonatus